# ISO 3166-2:BS
Pour un article plus général, voir ISO 3166-2.

Bahamas

ISO 3166-2:BS est l'entrée pour les Bahamas dans l'ISO 3166-2, qui fait partie du standard ISO 3166, publié par l'Organisation internationale de normalisation (ISO), et qui définit des codes pour les noms des principales administration territoriales (e.g. provinces ou États fédérés) pour tous les pays ayant un code ISO 3166-1.
Bahamas est un territoire britannique d'outre-mer sous souveraineté du Royaume-Uni.

## Districts (31)
Les noms des subdivisions sont listés selon l'usage de la norme ISO 3166-2, publiée par l'agence de maintenance de l'ISO 3166.
```
BS-AK
 
Acklins

BS-BY
 
Berry Islands

BS-BI
 
Bimini Islands

BS-BP
 
Black Point

BS-CI
 
Cat Island

BS-CO
 
Central Abaco

BS-CS
 
Central Andros

BS-CE
 
Central Eleuthera

BS-FP
 
City of Freeport
 

BS-CK
 
Crooked Island and Long Cay

BS-EG
 
East Grand Bahama

BS-EX
 
Exuma

BS-GC
 
Grand Cay

BS-HI
 
Harbour Island

BS-HT
 
Hope Town

BS-IN
 
Inagua

BS-LI
 
Long Island

BS-MC
 
Mangrove Cay
 

BS-MG
 
Mayaguana

BS-MI
 
Moore's Island

BS-NO
 
North Abaco

BS-NS
 
North Andros

BS-NE
 
North Eleuthera

BS-RI
 
Ragged Island

BS-RC
 
Rum Cay

BS-SS
 
San Salvador

BS-SO
 
South Abaco

BS-SA
 
South Andros

BS-SE
 
South Eleuthera

BS-SW
 
Spanish Wells

BS-WG
 
West Grand Bahama
```

New Providence, district de la capitale et directement administré par le gouvernement central, n'apparait plus dans la norme, le code          BS-NP a été supprimé lors de la dernière révision.
Historique des changements
- 30 juin 2010[1] : Mise à jour résultant de la réalité du découpage administratif et mise à jour de la liste source.
- 13 décembre 2011[3]: Reprise de la NL II-2 concernant le libellé de toponymes, une suppression, une correction typo et mise à jour de la liste source.